# الجراجير
الجراجير قرية سوريّة تتبع إداريّاً لمحافظة ريف دمشق منطقة النبك ناحية دير عطية، بلغ تعداد سكانها 4,022 نسمة حسب التعداد السكاني لعام 2004.